# 25 Ta Life
25 Ta Life és un grup novaiorquès de música hardcore que es va formar a mitjans de 1991.

## Trajectòria
La banda va ser fundada per Frank Smarra (baix) i Harry Minas (bateria) al barri d'Astoria, a Queens. Aviat se'ls va unir Fred Mesk (guitarra) i junts van escriure la major part del material dels seus primers llançaments.
A principis de 1992 van reclutar l'antic roadie d'Agnostic Front, Rick Healey, que va escriure les lletres de les cançons. El nom els el va suggerir Freddy Cricien de Madball. 25 Ta Life va fer el seu primer concert a l'Studio 1 de Nova Jersey el 10 de maig de 1993 fent de teloners d'Obituary. El 1994, el baixista i membre cofundador, Frank Smarra, va deixar la banda a causa de compromisos familiars i va ser substituït per Warren Lee d'Out of Line Queens. A principis de 1996, 25 Ta Life va realitzar la seva primera gira europea.
El 1997, Biohazard i 25 Ta Life van fer una gira de vuit concert per la Costa Est des de Washington DC fins a Boston. El grup va gravar el seu primer àlbum de llarga durada, Friendship, Loyalty, Commitment, el 1999 i es va separar a finals del 2000.
El cantant Rick Healey va reformar la banda el 2002 amb nous membres, publicant àlbums amb diferents formacions durant els anys següents. Finalment, 25 Ta Life va anar disminuint la seva activitat a mesura que els rumors de la malaltia mental de Rick van començar a estendre's.
El 2017, Fred Mesk, Seth Meyer, Beto Rosario i Mike 141 van reformar la banda amb Stikman de Fury of Five a la veu, i van actuar al This is Hardcore Fest de Filadèlfia el 29 de juliol de 2017. El 2018, 25 Ta Life va publicar en línia un EP amb tres cançons noves, Hunting Season.

## Discografia

### Àlbums d'estudi
| Any  | Títol                            | Discogràfica            |
| ---- | -------------------------------- | ----------------------- |
| 1999 | Friendship, Loyalty, Commitment  | Triple Crown, Good Life |
| 2005 | Hellbound, Misery, Torment       | The Age of Venus        |
| 2009 | Strength, Integrity, Brotherhood | Back ta Basics          |

### EP
| Any  | Títol                                      | Discogràfica              |
| ---- | ------------------------------------------ | ------------------------- |
| 1993 | Demo                                       | Back ta Basics            |
| 1994 | Twenty-five ta Life                        | Striving for Togetherness |
| 1995 | Keepin' It Real                            | We Bite                   |
| 1997 | Strength Through Unity. The Spirit Remains | Triple Crown              |
| 2003 | Best of Friends/Enemies                    | The Age of Venus          |
| 2006 | Fallen Angel                               | Superhero                 |
| 2018 | Hunting Season                             | Self-released             |

### Compartits
| Any  | Títol                       | Amb                          |
| ---- | --------------------------- | ---------------------------- |
| 1995 | Separate Ways...            | DWF                          |
| 1996 | Hardcore Pride              | Falling Down, Comin' Correct |
| 1997 | Make It Work                | Skarhead                     |
| 1997 | Where It Begins             | Morning Again                |
| 1998 | Let the Past Be the Past... | Spazz                        |
| 1999 | Never Tear Us Apart         | Slang                        |
| 2005 | Hellbound                   | Last Hope                    |
| 2006 | Rock Vegas                  | Cut Throat                   |
| 2007 | Scorpion                    | In Search Of                 |
| 2008 | Hate Unit                   | Russian Roulette             |
| 2009 | Hardcore Trooper            | Tromatized Youth             |

### Àlbum en directe
| Any  | Títol               | Discogràfica   |
| ---- | ------------------- | -------------- |
| 2004 | Live at Few da Real | Back ta Basics |

### Recopilacions
| Any  | Títol                   | Discogràfica   |
| ---- | ----------------------- | -------------- |
| 2004 | Haterz, Be Damned       | Back ta Basics |
| 2006 | Early Dayz              | Back ta Basics |
| 2008 | Forever True, Represent | Back ta Basics |